# E8-rooster
In de wiskunde is het E8-rooster een speciaal rooster in R8. Het kan worden gekarakteriseerd als het unieke positief-definiete, even, unimodulair rooster van rang 8. De naam is afgeleid uit het feit dat het het wortelrooster van het E8-wortelsysteem is.